# Arietydy
Arietydy (ARI) – silny rój meteorów, trwający od 22 maja do 2 lipca. Jego maksimum przypada na 7 czerwca.
Rój ten został odkryty w 1947 roku. Arietidy to najsilniejszy rój, który widać za dnia. Rój pochodzi prawdopodobnie od asteroidy (1566) Ikar, chociaż jego źródłem może być też kometa 96P/Machholz należąca do komety muskających Słońce. Radiant roju znajduje się w gwiazdozbiorze Barana.